# Frank D. Robinson

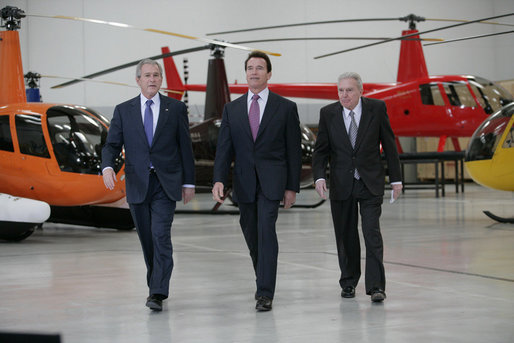
George W. Bush, Arnold Schwarzenegger und Frank Robinson (2008)

Franklin Davis Robinson (* 14. Januar 1930 in Carbonado im US-Bundesstaat Washington; † 12. November 2022 in Rolling Hills, Kalifornien) war Gründer und Eigentümer der Robinson Helicopter Company.

## Leben
Frank Robinson wurde 1930 als jüngstes von vier Kindern geboren. Er begann nach seiner Ausbildung am College und seinem Abschluss auf der University of Washington und darauffolgender Diplomarbeit in Luft- und Raumfahrttechnik an der Wichita State University im Jahr 1957 seine Karriere bei der Cessna Aircraft Company und arbeitete dort unter anderem an der Entwicklung des CH-1 Skyhook Hubschraubers. Im Laufe der nächsten Jahre war er noch bei Umbaugh Aircraft, der McCulloch Aircraft Corporation (Mitarbeit bei Design Studien zu leistbaren Hubschraubern), bei Kaman gefolgt von zwei Jahren in der Forschungs und Entwicklungsabteilung bei Bell Helicopter, wo er sich einen Ruf als Heckrotor-Experte machte. 1969 begann er seine Tätigkeit bei Hughes Helicopters in der Forschung und Entwicklungsbteilung wo er unter anderem an der Heckrotorentwicklung für die Hughes OH-6 mitarbeitete. Die Hughes OH-6 hatte Probleme mit dem Heckrotor, die bekannt wurden unter dem Namen Hughes Tail Spin. Frank Robinson konnte dieses Problem erfolgreich lösen.
Seine ehemaligen Arbeitgeber versuchte er auf das Konzept eines kleinen, kostengünstigen Hubschraubers aufmerksam zu machen, was ihm jedoch nicht gelang. Darauf gründete er 1973 die Robinson Helicopter Company. Frank Robinson ist selbst erfahrener Hubschrauber- und Flugzeugpilot.
Am 10. August 2010 gab Frank Robinson per Pressemitteilung bekannt, seine Funktionen als Präsident und Vorsitzender zurückzulegen und sich aus dem Unternehmen zurückzuziehen. Die Funktionen als Vorsitzender und Präsident wurden von seinem Sohn Kurt Robinson übernommen.

## Familie
Frank Robinson war in zweiter Ehe seit 1983 mit Barbara L. Krauss (* 1955) verheiratet. Barbara war selbst Hubschrauberpilotin und seit 1978 bei Robinson Helicopter tätig. Sie verstarb am 13. August 2009 an Brustkrebs. Frank und Barbara Robinson haben zwei Kinder, Mark (* 1986) und Cindy (* 1988).

## Auszeichnungen
- 1990 Igor Iwanowitsch Sikorski International Trophy[6]
- 1991 Distinguished Alumni Award der University of Washington
- 1992 Laurels Award
- 1993 Dr. Alexander Klemin Award[7]
- 1997 James H. Doolittle Award
- 1998 Entrepreneur of the year[8]
- 2000 Laurels Hall of Fame „Legend“
- 2001 Paul Tissandier Diploma[9]
- 2004 Cabot Award[10]
- 2004 Howard Hughes Memorial Award